# الانجذاب إلى الإعاقة
الانجذاب نحو الإعاقة هو اهتمام جنسي بالمظهر والإحساس والتجربة المتعلقة بالإعاقة. قد يمتد ذلك الانجذاب من الجنس البشري العادي إلى نوع من الشذوذ الجنسي. من الناحية الجنسية، يتم تصنيف نهاية الجذب المرضية على أنها انحراف جنسي بعض الباحثين تعاملوا معه كنوع من الاضطراب أكثر الاهتمامات شيوعًا هي تجاه البتر، الأطراف الاصطناعية، والعكازات. كشذوذ جنسي، يعرف الجذب نحو الإعاقة "بالانتماء"، وأولئك الذين يعانون من هذا الشذوذ يعرفون "بالمنتمين".

## التاريخ
حتى التسعينيات، كان يتم وصفه عادة كأكروتوموفيليا، على حساب الإعاقات الأخرى، أو رغبة البعض في التظاهر بالإعاقة أو اكتسابها. قام برونو (1997) بتصنيف هذا الجذب كـ اضطراب الإعاقة المصطنعة. بعد عقد من الزمن، يجادل آخرون بأن خطأ موقع الهدف الإيحائي هو العامل المشترك، ويصنفون الجذب كاضطراب الهوية. في المرجع النفسي القياسي الدليل التشخيصي والإحصائي للاضطرابات النفسية، النسخة المعدلة (DSM-IV-tr)، يقع هذا الشذوذ تحت الفئة العامة "اضطرابات الهوية الجنسية والجنسية" وفئة أكثر تحديدًا هي البارافيليا، أو الفتيشيات الجنسية؛ وقد تم الحفاظ على هذا التصنيف في DSM-5.

## فرعية الفتيشيات
تعتبر الرغبات في التظاهر بالإعاقة واكتسابها هي امتدادات للاضطراب المرضي. حوالي نصف جميع المريدين يتظاهرون أحيانًا (43٪ من Nattress [1996]، عينة من 50). أولئك الذين يعلنون عن رغبتهم في أن يكونوا "المتمنين" يبدو أن عددهم لا يتجاوز خمسة في المئة من سكان المريدين-المتمنين، على الرغم من أن Nattress (1996) وجد أن 22٪ من عينته من 50 كانوا قد رغبوا في أن يصبحوا معاقين. وفقًا لذلك، يعتبر برونو (1997) أولئك الذين تأثروا بإصدارات من هذا الفتيش تحت العنوان العام "المريدين، المتظاهرين، والمتمنين" (DPWs - Devotees, Pretenders, and Wannabes)، كما هو مستخدم هنا.
أكثر من نصف الـ DPWs قد شعروا بهذا الجذب المرضي منذ الطفولة، كما هو نموذجي في الفتيشيات. "The Amelotatist" (انظر المراجع) وجد أن 75٪ من عينته التي تضم 195 كانوا على دراية بالجذب عند سن الخامسة عشرة. أولئك الذين يتأثرون غالبًا ما يعتزون بالذكريات المبكرة من "مأساة جنسية" (وهي "أول مشاهدة") تتعلق بكائن من اهتمامهم المستقبلي، وغالبًا ما يكون عضوًا أكبر في الجنس الآخر، كما هو نمطي في أسباب الفتيشيات. حوالي ربع الأشخاص يذكرون اكتشاف الفتيش في مرحلة البلوغ وقليل منهم في مرحلة النضج.
لقد أعطى ما سبق أساسًا لتمثيل الجذب للإعاقة كاستمرارية وصفها برونو (1997) باضطراب الإعاقة المصطنعة. في نهايته الأقل شدة من المريدين، هناك انجذاب جنسي مع الجوانب الوجودية للإعاقة ومظهرها. في منطقة التظاهر الوسطى، هناك رغبة قوية في تقليد مشاعر الإعاقة. في نهايته الأكثر شدة من المتمنين، هناك ضرورة لاكتساب إعاقة قد تدفع الشخص إلى إيذاء نفسه.
وفقًا للفتيشيين من DPW، فإن جذبهم لا يبدو أنه يشكل خطرًا على شركائهم أو الأطراف الثالثة. ومع ذلك، يمكن ملاحظة أن الـ DSM-IV يشمل هذه الفتيشية ضمن معايير التشخيص لعلم الأمراض النفسية. يرفع الفتيشيون اعتراضات على تصنيف تفضيلهم كمرض شاذ. ومع ذلك، تم رفع اعتراضات أيضًا من قبل أعضاء في مجتمع الإعاقة بناءً على أن هذه الفتيشيات تضفي طابع موضوعي وتنزع الصفة الإنسانية منهم. بعض الأشخاص ذوي الإعاقة يشاركون طوعًا في الفتيش كفرعية، على سبيل المثال، من خلال تقديم صور عارضين (على سبيل المثال، ديبي فان دير بوتين).[بحاجة لمصدر]

## الشروحات
يعتبر علم النفس السادية والمازوخية كظواهر متبادلة، مع التلصص والعرضية كجوانب لها. سلوك المريدين القائم على المراقبة وتفضيلهم للشركاء الذين يفضلون العرض يبدو أنه يدعم الشروحات من 2 إلى 4. يميل الإباحية الخاصة بالمريدين إلى عرض مظهر الإعاقة عبر مجموعة من الأنشطة بدلاً من التركيز على المواقف الجنسية.
تشير الأبحاث الحديثة في علم الأعصاب إلى أن الابوتمنوفيلية لها أساس عصبي.

### الشروحات الجنسية
علم الجنس المعاصر لا يعتبر الجذب مشكلة ما لم يؤثر في حقوق أحد الأطراف و/أو أطراف ثالثة. تشمل الشروحات:
1. الطبع أو تأثير الأحداث المؤثرة على السلوك. يوقظ لقاء الأشخاص ذوي الإعاقة الواضحة في الطفولة مشاعر قوية قد تثير reasoning شبه منطقي ورغبة في الأشخاص الذين يتعرضون لنوع من الصدمات. قد يوقظ الرعاية التي يتم تلقيها خلال الإقامة في المستشفى رغبة في أن يصبح الشخص معاقًا (كطريقة لضمان الحصول على رعاية مستمرة)، والتي يتم إسقاطها لاحقًا على الآخرين. يعتبر سيغموند فرويد أنه اكتشف التكييف الكلاسيكي ("الطبع" في علم الجنس) في سياق الفتيشية؛ [بحاجة لمصدر]
2. الموافقة الضمنية من الوالدين: إذا، عند لقاء شخص معاق، أعرب والدي المريدين المحتملين عن إعجابهم، قد يستنتج الطفل أن الإعاقة تلهم الاحترام، وبالتالي يصنفها ضمن تفضيلاته الجنسية. هذا من بين الشروحات التي ذكرها الدكتور جون موني في كتابه "خرائط الحب";
3. الهروب من الضغط: قد يسبب التربية الصارمة و/أو بيئات الأقران المتعبة أن يسعى المريد المحتمل إلى التخفيف من خلال المرض والإعاقة. مع مرور الوقت، يتم إسقاط الرغبة في أن يصبح الشخص معاقًا على الآخرين. المقارنة مع متلازمة مونشهاوزن (محاكاة أو التسبب في المرض كوسيلة للحصول على التعاطف والمزايا) هنا واضحة إلى حد ما بالنسبة للمريدين. فيهم، فشل الإسقاط، مما يجعلهم يرون أنفسهم أكثر جذبًا إذا كانوا معاقين. تدعم حقيقة أن معظم المريدين يشعرون بالجذب منذ الطفولة الشروحات أعلاه. هناك أيضًا اقتراحات بأن هناك المزيد من المريدين في أمريكا، أوروبا، وآسيا الشرقية بسبب نماذج إنجاز محددة يقودها الوالدان/الأقران هناك. هذه شرح آخر ذكر في "خرائط الحب";
4. عقدة النقص التي تؤدي إلى الإسقاط: قد يكون المريدون قد شعروا بالنقص في طفولتهم وقد يسقطون طموحاتهم على الأشخاص ذوي الإعاقة، الذين يجب عليهم بدورهم التغلب على العديد من الحواجز;
5. الداروينية: يرى المريدون الأشخاص ذوي الإعاقة كمثال على الانتقاء الطبيعي، حيث أنهم خدعوا الموت وتغلبوا على الشدائد;
6. المجهول: يختبر الأطفال الانجذاب والخوف من المجهول عند لقاء شخص معاق. كأحداث، قد يشعرون بمشاعر مماثلة عند الاقتراب من الجنس الآخر للمرة الأولى. قد يصبح هذا الانجذاب إلى الغرابة مرتبطًا بالإثارة مع مرور الوقت من خلال التكييف الكلاسيكي. في النهاية، ستثار الإثارة عن طريق هذا الشعور;
7. "القضيب المفقود": عندما يتعرض بعض الرجال للجسد الأنثوي العاري، فإنهم يشعرون بالدهشة من حقيقة أن "القضيب مفقود"، وأن هناك عضوًا بديلًا وجنسيًا (في الواقع، يشبه الجرح) في مكانه. قد يصبح هذا الشعور بالمفاجأة جزءًا من الجذب الجنسي. قد يستحضر منظر الطرف المفقود شعورًا مشابهًا. مشابهًا لما سبق، تم اقتراح هذا الشرح من قبل الدكتورة آن هوبر في عام 1978;
8. السعي إلى الانتباه والغيرة: نظرًا لأن الأشخاص ذوي الإعاقة يميلون إلى جذب انتباه أكثر من المتوسط، قد يستنتج الأطفال الذين يلاحظونهم أن عليهم أن يكونوا معاقين للاستمتاع بالانتباه. في سن المراهقة، سيتم تضمين الإعاقة في معايير الجاذبية لديهم.
9. خطأ تحديد الهدف الجنسي: رغبة بعض الرجال المتنكرين والنساء المتحولات في تبني مظهر مثاليهم الجنسي تم نقلها عن طريق التشبيه إلى المتمنين للأطراف المبتورة من قبل "فييرست" (2005)، الذي يدعم ادعاءه بأبحاثه وأبحاث آخرين منذ عام 2000.[16] نظرًا لأن حالة بعض المتمنين لا تبدو جنسية بالأساس (باستثناء العلاقة) فإن هذا الشرح يعرف الجذب للإعاقة كاضطراب هوية. يتم تقديمه في سياق ضيق فقط لمتمنين الأطراف المبتورة، ولم يتناول المؤلف استمرارية المريدين التي تم مناقشتها أعلاه. لطالما عرفت مجتمع المتمنين نفسه بمصطلحات مشابهة جدًا لتلك التي يستخدمها "فييرست" و"لورانس" (2006)، حيث أصبح المصطلح المحلي "متغير القادر" في ازدياد اعتبارًا من عام 2005 على حساب مصطلح "متمني".

## في وسائل الإعلام
- Quid Pro Quo يعرض ثقافة فرعية سرية من الأشخاص القادرين جسديًا الذين يرغبون في أن يصبحوا مشلولين
- Pumpkin، فتاة في جمعية أخوية تنجذب إلى رجل معاق.
- Boxing Helena، فيلم يتناول الفتيشية للأطراف المبتورة
- American Horror Story: Freak Show يظهر إلسا مارس (جيسيكا لانج)، امرأة ألمانية تم بتر ساقيها في فيلم عن الفتيشية للأطراف المبتورة أثناء عملها كعاهرة في ألمانيا في عصر فايمار.
- Katawa Shoujo، رواية مرئية تستند إلى مواعدة فتيات معاقات.
- Dexter، مسلسل تلفزيوني حيث قاتل متسلسل يعمل في تركيب الأطراف الصناعية ينجذب إلى بتر الأطراف.